# 엠디에스테크놀로지
엠디에스테크놀로지(MDS Tech Inc.)는 대한민국의 임베디드 솔루션 기업이다. 임베디드 SW 한국 1위 기업으로본사는 경기도 성남시 분당구 대왕판교로644번길 49 9층(삼평동, DTC타워)에 위치해 있으며 대표이사는 이창열이다. 엔비디아의 AI 솔루션 한국 독점 공급 파트너으로 2023년부터 엔비디아 머신 개발 플랫폼인 ‘젯슨 시리즈’의 국내 단독 판매권을 확보하고 있다

## 제품
스마트 팩토리 보안 솔루션, T32 짱

## 역사
2022년 7월 코스닥 상장사 플레이그램이 지분 32.45%를 총 950억원에 인수하였고 한컴MDS에서 현재의 사명으로 변경하였다 2008년 1월 디에스티를 합병하였고 2010년 8월 최대주주를 스틱인베스트먼트로 변경하였다

## 상장
2006년 9월 26일에 공모가 13,000원에 코스닥 시장에 상장하였다.

## 같이 보기
- 알파녹스
- 엔비디아

## 참고문헌
1. ↑  한컴, MDS테크 인수…주가 영향은?, 조선비즈, 2014.03.21
2. ↑  MDS테크놀로지, IoT 기술 전반 아우른다, 한국산업일보, 2017-07-04
3. ↑  이승훈, BNK투자증권-MDS테크, 2016/11/14
4. ↑  정용현, MDS테크 주가 급등, CES 2025 엔비디아 기조연설 기대감에 상승세...국내 공급 파트너 주목, 와이드경제, 2025.01.07
5. ↑  MDS테크놀로지, 스마트 팩토리 보안 사업 강화, 보안뉴스, 2017-03-16
6. ↑  백종석, 한국IR협의회 기술분석보고서-MDS테크, 2023.09.11
7. ↑  박종선, 유진투자증권 기업분석보고서-MDS테크, 2014. 11. 04